# Bohumil Honzátko
Bohumil „Boris” Honzátko (ur. 30 grudnia 1875 w Starej Boleslavi, zm. 12 grudnia 1950 w Pradze) – gimnastyk i maratończyk reprezentujący Królestwo Czech, a później Czechosłowację, uczestnik letnich igrzysk olimpijskich w Londynie w 1908, igrzysk w Sztokholmie w 1912  oraz igrzyskach w Paryżu w 1924, a także igrzysk międzyolimpijskich w Atenach w 1906.

## Występy na igrzyskach

### Gimnastyka
| Igrzyska | Konkurencja | Drążek | Poręcze | Kółka | Koń z łękami | Wynik    | Miejsce |
| -------- | ----------- | ------ | ------- | ----- | ------------ | -------- | ------- |
| LIO 1908 | Wielobój    | -      | -       | -     | -            | 205,50   | 36.     |
| LIO 1912 | Wielobój    | 17,00  | 25,00   | 25,50 | 23,75        | nieznany | 36.     |

### Lekkoatletyka
| Igrzyska | Konkurencja | Wynik | Miejsce            |
| LIO 1912 | Maraton     | AC    | DNF (nie ukończył) |
| LIO 1924 | Maraton     | AC    | DNF (nie ukończył) |